# Sultanmurat Miraliyev
Sultanmurat Miraliyev, né le 13 octobre 1990 à Astana, est un coureur cycliste kazakh. Il participe à des compétitions sur route et sur piste.

## Palmarès sur piste

### Championnats du monde
- Hong Kong 2017
  - 13e de l'omnium[1]

### Coupe du monde
- 2016-2017
  - 3e de la course aux points à Apeldoorn

### Championnats d'Asie
- New Dehli 2017
  -  Champion d'Asie de l'omnium
  -  Médaillé d'argent de l'américaine

### Jeux asiatiques et d'arts martiaux en salle
- Achgabat 2017
  -  Médaillé d'or de la poursuite par équipes[n 3]

### Championnats nationaux
- 2014
  - 3e du championnat du Kazakhstan de vitesse
- 2015
  -  Champion du Kazakhstan de l'américaine (avec Dias Omirzakov)
- 2016
  -  Champion du Kazakhstan de poursuite
  -  Champion du Kazakhstan de course aux points
  -  Champion du Kazakhstan de scratch
  -  Champion du Kazakhstan de l'américaine (avec Dias Omirzakov)
- 2018
  -  Champion du Kazakhstan de l'omnium
- 2019
  - 3e du championnat du Kazakhstan de l'américaine
  - 3e du championnat du Kazakhstan de poursuite
- 2020
  -  Champion du Kazakhstan de poursuite
  -  Champion du Kazakhstan de poursuite par équipes (avec Alisher Zhumakan, Dmitriy Potapenko et Ramis Dinmukhametov)
  - 2e du championnat du Kazakhstan de l'omnium
  - 2e du championnat du Kazakhstan de course aux points
  - 2e du championnat du Kazakhstan du scratch
- 2021
  -  Champion du Kazakhstan de l'omnium
  -  Champion du Kazakhstan de l'américaine (avec Andrey Betts)
- 2022
  -  Champion du Kazakhstan de l'américaine (avec Dmitriy Noskov)
  -  Champion du Kazakhstan de l'élimination
  -  Champion du Kazakhstan du scratch
  - 2e du championnat du Kazakhstan de poursuite par équipes
  - 2e du championnat du Kazakhstan de vitesse par équipes
- 2023
  - 2e du championnat du Kazakhstan de vitesse par équipes
- 2024
  -  Champion du Kazakhstan de vitesse par équipes (avec Sergey Ponomaryov, Viktor Golov et Ramazan Mukhtar)
  - 3e du championnat du Kazakhstan de l'américaine

## Palmarès sur route

### Par année
- 2016
  - 3e étape de la Tashkent International Race
  - Prologue du Memorial E. Pernebekov
  - 2e de la Tashkent International Race
  - 3e du Memorial E. Pernebekov

### Classements mondiaux
| Année         | 2016 | 2017 |
| ------------- | ---- | ---- |
| UCI Asia Tour | 194e | 492e |